# Філіп Джевєцький
Філіп Джевєцький (пол. Filip Drzewiecki; народився 1 травня 1984 у м. Гданськ, Польща) — польський хокеїст, нападник. Виступає за «Краковія» (Краків) у Польській Екстралізі. 
Вихованець хокейної школи «Сточньовець» (Гданськ). Виступав за «Сточньовець» (Гданськ), «Сточньовець» (Гданськ), КХ «Сянок».
У складі національної збірної Польщі провів 46 матчів (4 голи); учасник чемпіонатів світу 2010 (дивізіон I) і 2011 (дивізіон I). У складі молодіжної збірної Польщі учасник чемпіонату світу 2003 (група B). У складі юніорської збірної Польщі учасник чемпіонату світу 2002 (дивізіон II). 
Чемпіон Польщі (2008, 2009).